# Marsden (Yorkshire de l'Ouest)
Marsden est un grand village anglais situé dans le district  de Kirklees, dans le comté du Yorkshire de l'Ouest.
Au recensement de 2001, sa population était de 3 499 habitants.

## Source de la traduction
- (en) Cet article est partiellement ou en totalité issu de l’article de Wikipédia en anglais intitulé « Marsden, West Yorkshire » (voir la liste des auteurs).